# Will Sanderson
Will Sanderson (Vancouver, 26 de Maio de 1980) é um ator canadense, mais conhecido por suas participações em séries de televisão como Just Deal, Smallville e Wolf Lake, e em filmes como Seed e Cheats.

## Filmografia

### Televisão
- 2002 Just Deal como Mike Roberts, Jr.
- 2002 Smallville como Brent
- 2001 The Immortal como Troy McBain
- 2001 Wolf Lake como Travis
- 2000 First Wave como Ross Braxton
- 1999 The Outer Limits como Nelson Tyler
- 1999 Nothing Too Good for a Cowboy como Ed Kroger
- 1998 Viper como Harry Pollard
- 1997 Breaker High como Parker
- 1997 Dead Man's Gun como Dalton Croe

### Cinema
- 2007 Seed (2007) como Max Seed
- 2007 In the Name of the King como Bastian
- 2005 BloodRayne como Domastir
- 2005 Alone in the Dark como Agt. Miles
- 2003 House of the Dead como Greg
- 2003 Heart of America como Frank Herman
- 2002 Cheats como Rexler
- 2002 Blackwoods como Jim
- 2000 Borderline Normal como Buddy Walling